# Архангельский, Дмитрий Иванович

Мемориальная доска на здании Симбирской духовной семинарии.

Дми́трий Ива́нович Арха́нгельский (22(10).02.1885, Симбирск — 13.01.1980, пос. Родники Московской области) — русский и советский художник, график, пейзажист, педагог, этнограф, археолог, первый учитель А. А. Пластова и Б. И. Жутовского. Член Союза художников СССР с 1944 года.

## Биография
Родился 22 (10) февраля 1885 года в Симбирске. Крестили в Воскресенской церкви, восприемниками (крёстными) стали эконом Симбирского архиерейского дома архимандрит Федотий и Ольга Николаевна Прибыловская — бабушка будущего художника.
Первым учителем рисования Дмитрия Ивановича стал художник-любитель Александр Варфоломеевич Строганов.
В 1906 — после окончания Симбирского духовного училища, окончил Симбирскую духовную семинарию, одновременно учился живописи у местных художников П. И. Пузыревского, А. Н. Остроградского (1907—1909). Он подал прошение в правление семинарии на определение его на должность преподавателя рисования и живописи и был утверждён учителем Воскресенской церковно-приходской школы.
В 1909—1913 — на курсах учителей рисования и в студии Я. С. Гольдблата в Петербурге. Сдал экзамены на звание учителя рисования в Академии Художеств.
С 1908 — участник выставок в Симбирске и других городах.
В 1908—1916 — вёл предмет рисования в гимназиях: Симбирской классической гимназии, Гимназии Т. Н. Якубович, Симбирском первом высшем начальном училище (1914—1916), на учительских курсах, давал частные уроки.
С 1916 — на фронте.
В 1918—1934 — преподавал рисование в школах, училищах, Ульяновском чувашском педагогическом техникуме (с 1924), художественном техникуме «Изо-музо-тео» Симбирска-Ульяновска, выступал как лектор. Автор работ по краеведению, истории архитектуры города. Член объединения ульяновских художников (с 1929).
С 1934 — учитель рисования в школе-колонии им. С. Т. Шацкого (пос. Обнинское Калужской обл., ныне г. Обнинск).
С 1941 года жил и работал в пос. Родники Московской области. Участник археологических экспедиции АН СССР, член СХ СССР (МОСХ) с 1944.
13 января 1980 года Дмитрий Иванович умер. Похоронен в пос. Родники.

### Семья
11 января 1908 года в Воскресенской церкви он венчался с Надеждой Павловной Гумилевской (1878—1962). В браке родились две дочери — Галина (1909—2002) и Нонна (1910—1969).

## Память
- Имя Архангельского носит один из переулков Ульяновска[9].
- На здании Симбирской духовной семинарии установлена мемориальная доска.
- 24.12.1984 г. Министерством связи СССР издан художественный маркированный конверт —  Советский художник Д. И. Архангельский (1885—1980)[10].Художественный маркированный конверт — художник Д. И. Архангельский, 1984 г.

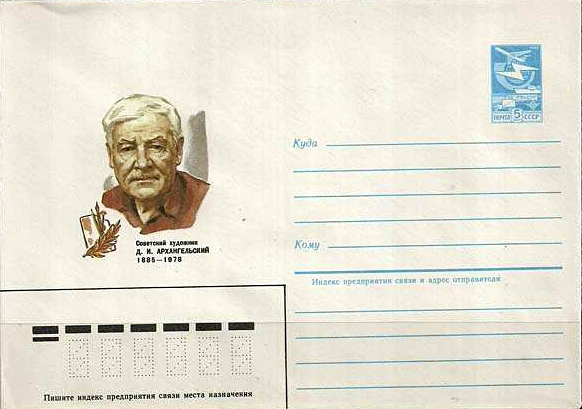
Художественный маркированный конверт — художник Д. И. Архангельский, 1984 г.

## Оценки творчества
Награды и звания:
- Большая серебряная медаль за участие в губ. с.-х. выставке (1908).
- Член Союза художников СССР с 1944 года[1].

## Персональные выставки
Участник всероссийских, московских, ульяновских выставок, персональные — в Казани (1952), Москве (1955—1956), Ульяновске (1960, 1980, 1986). Наиболее значительны рисунки, акварели, литографии, посвященные Симбирску-Ульяновску, сельские пейзажи.
Д. И. Архангельский — один из авторов циклов гравюр «На родине В. И. Ленина» (1938), «Ленинские места в Симбирске-Ульяновске» (1930-е — 1960-е). Большая часть произведений хранится в УОХМ.

## Музеи, в которых находятся произведения Д. И. Архангельского
- Государственный исторический музей (г. Москва)
- Государственный музей архитектуры им. А. В. Щусева (г. Москва)
- Институт истории материальной культуры Российской Академии наук (г. Москва)
- Научный архив Академии педагогических наук России (г. Москва)
- Ульяновский музей-мемориал В. И. Ленина (г. Ульяновск)
- Ульяновский областной художественный музей (г. Ульяновск)
- Ульяновский областной краеведческий музей имени И.А. Гончарова (г. Ульяновск)
- Болгарский историко-архитектурный музей-заповедник (Республика Татарстан)
- Чувашский государственный институт гуманитарных наук (Чувашская Республика, Чебоксары)
- Музей А. А. Пластова (г. Ульяновск).